# Campo da Avenida Malaquias
O Campo da Avenida Malaquias Gonçalves ou Avenida Malaquias, foi o primeiro campo de jogo do Sport  Club do Recife. 
Teve sua inauguração realizada num treino festivo do Sport Recife no dia 10 de março de 1918, esteve presente grande número de sócios para a inauguração do campo. O treino serviu de preparação para a sua estréria no Campeonato Pernambucano. Estreia essa que foi contra o Sport Club Flamengo, marcada para o dia 14 de abril e que foi realizada na Campo da Liga Sportiva Pernambucana nos Aflitos, onde a equipe rubro-negra venceu a disputa pelo placar de 5 a 3.
A partida inaugural do Campo da Avenida Malaquias, foi realizada no dia 13 de maio do mesmo ano, numa partida entre América Futebol Clube e Sport Club Flamengo, com placar final de 3 a 1 para a equipe alviverde, válida pelo Campeonato Pernambucano.
O Sport Recife fez sua primeira partida no local em 2 de junho de 1918, contra o Torre Sport Club, em jogo válido também pelo Campeonato Pernambucano daquele ano, vencendo a partida por 4 a 3. 
No total, o Sport disputou 235 partidas neste campo. Comportava 8 mil pessoas, sendo 2 mil sentadas, e sua estrutura era formada por arquibancadas de madeira e ferro, compradas junto ao Fluminense.
A Avenida Malaquias pertenceu ao rubro-negro entre os anos de 1918 e 1937. No mesmo ano de saída, o Sport Club do Recife inaugurou o Estádio da Ilha do Retiro.